# Yong yao fa xiang

Le manuel de pharmaceutique chinoise Yong yao fa xiang 用药法象 / (trad.) 用藥法象 « L’usage des drogues pharmaceutiques réfléchis dans les Lois [de correspondances systématiques] », attribué à Li Gao 李杲 (1180-1251), pseudonyme Lǐ Dōngyuán 李東垣, comporte 1 seul juan.
Li Gao a influencé les analyses de thérapies pharmaceutiques en essayant de trouver des mécanismes d’actions des drogues dans le corps. Au début du XIIIe siècle, il se place dans la lignée d’auteurs comme Zhang Yuansu (1151-1234) et Kou Zongshi 寇宗奭 (XIIe) pour ouvrir la voie à l’introduction des principes explicatifs des correspondances systématiques venant du Huangdi neijing dans la pharmacopée. Auparavant, les auteurs de bencao (pharmacopées chinoises) menaient des enquêtes de terrain auprès des praticiens médicaux pour savoir quelles drogues étaient efficaces contre quels symptômes, sans se préoccuper de fournir des explications théoriques.
Li Gao a utilisé les théories formelles du yin yang et des correspondances systématiques développées dans le Huangdi neijing, Suwen, Lingshu, et Nanjing pour associer certains types de drogues à des organes et conduits (méridiens) spécifiques, améliorant ainsi la précision des prescriptions en fonction des déséquilibres organiques. Il a mis en avant l'importance de la montée du qi clair (yang) et de la descente du qi trouble (yin) pour maintenir l'harmonie et la santé du corps. En choisissant des substances qui favorisent cette harmonisation, les praticiens peuvent traiter efficacement des déséquilibres comme les stagnations, les déficiences et les excès de qi.

## Le texte
Yòng yào fǎ xiàng 用藥法象 est un texte classique de la médecine traditionnelle chinoise (MTC) qui explore les principes et les méthodes d'utilisation des médicaments. Il analyse les relations entre les propriétés des substances médicinales, les saveurs, les types de qi, et leur influence sur le corps humain, en mettant l'accent sur l'équilibre du yin et du yang, en décrivant leurs mouvements ascendant ou descendant dans le corps
Notions de base
Les premières sections rappellent les notions de base sur le yin et yang, sur les influences météorologiques, et sur les saveurs (des substances médicinales):

Le taijitu 太极图 symbole du yin et du yang, popularisé à partir des Song. Le noir symbolise le yin 阴 et le blanc symbolise le yang 阳, il y a du yin dans le yang, écrit yin ⊂ yang et inversement yang ⊂ yin

- les qi célestes sont classés en 4 catégories: tiède (wen 溫), frais (liang 涼), froid (han 寒) et chaud (re 熱), le tiède et le chaud sont le yang du ciel alors que le frais et le froid sont le yin du ciel.
- les saveurs sont catégorisées en 1) piquantes (xin 辛), 2) sucrées (gan 甘) et 3) insipides (dan 淡), 4) acides (suan 酸), 5) amères (ku 苦) et 6) salées (xian 鹹): les trois premières sont le yang de la terre et les autres le yin de la terre. Ces saveurs sont ensuite sous-catégorisées en légères (bao 薄) et denses (nong 浓/濃) qui respectivement ont tendance à monter et descendre.
- Les substances légères et claires (qīng 輕, qīng 清 homophones) comme le thé (cha 茶), tendent vers le haut et sont associées aux phénomènes célestes.
- Les substances lourdes et troubles (zhòng 重, zhuó 濁) comme la rhubarbe (dahuang 大黃), tendent vers le bas et sont associées aux phénomènes terrestres.
- Les saveurs légères (wei zhi bao zhe 味之薄者) sont le yang dans le yin (yīn zhōng zhī yáng 陰中之陽), car les saveurs légères sont pénétrantes (wei bao zhi tong 味薄則通), comme les saveurs acides (4.suan 酸), amères (5. ku 苦), salées (6.xian 鹹) et neutres (7. ping 平). Les saveurs lourdes (wei zhi nong zhe 味之濃者) sont le yin dans le yin (為陰中之陰), car les saveurs denses drainent (wei nong ze xie 味濃則泄), comme les saveurs acides (4.suan 酸), amères (5.ku 苦), salées (6.ku 鹹) et froides (7. han 寒是也) .

| ...           | Saveur 1-2-3 (yang de la terre) | Saveur 4-5-6-7 (yin de la terre) |
| ------------- | ------------------------------- | -------------------------------- |
| Légère bao 薄 | yang ⊂ yang                     | yang ⊂ yin                       |
| Dense nong 浓 | yin ⊂ yang                      | yin ⊂ yin                        |

Le texte de Yong yao fa xiang 用藥法象 continue de détailler les principes d'utilisation des médicaments en MTC, en se concentrant sur les propriétés des substances en fonction de leur légèreté ou lourdeur et donc de leur tendance à monter ou descendre dans le corps.
Le yin dans le yang, le yin dans le yin, yang dans le yin, yang dans le yang
Ces notions très facilement combinables et donc très malléables peuvent être utilisées pour « expliquer » le mode d’action des drogues, avec une puissance  argumentative remarquable.
Ainsi la substance médicinale nommée pachyme fuling 茯苓 (actuellement identifié comme le champignon Wolfiporia extensa de la famille des Polyporaceae, anciennement Poria cocos ) dont la sclérote parasitant les racines du pin,  est traditionnellement utilisée pour « réguler le métabolisme de l’eau ».
Dans &21, Li Gao indique
« La saveur de la fuling 茯苓 est insipide (dan 淡), ce qui la classe parmi les éléments yang du ciel (tian zhi yang 天之陽). Le yang tend à monter, alors comment peut-elle favoriser l'écoulement de l'eau et provoquer la descente ? Le classique [du Huangdi neijing] dit : « Ce qui est léger et subtil est le yin dans le yang (yang zhong zhi yin 陽中之陰) » c'est pourquoi la fuling 茯苓 favorise l'écoulement de l'eau et provoque sa descente. Cependant, même en provoquant la descente, elle ne quitte pas la nature du yang, c'est pourquoi elle pénètre le conduit du Taiyang de la main (shou taiyang 手太陽) puis 
&97 fuling 茯苓 a une thermo-influence neutre (qi ping 氣平), et une saveur sucrée (wei gan 味甘) »
La fuling est yang (qui tend à monter), mais dans le yang il y a du yin (qui favorise la descente), mais elle reste quand même yang et pénètre le conduit Taiyang de la main.
Le paragraphe 22 indique
« Le yin doit descendre, alors pourquoi provoque-t-il la transpiration et monte-t-il ? Le Classique dit : Une saveur légère appartient au yang dans le yin, c'est pourquoi l'éphédra (ma huang 麻黃) monte et provoque la transpiration. Cependant, même en montant, il ne se sépare pas de la nature du yin, c'est pourquoi il pénètre le méridien du Taiyin de la main. L'aconit (fuzi 附子), dont l'énergie est dense, appartient au yang dans le yang, c'est pourquoi le Classique dit : Il génère de la chaleur. La rhubarbe (dahuang 大黃), dont la saveur est dense, appartient au yin dans le yin, c'est pourquoi le Classique dit : Elle purge vers le bas. La bouillie claire, appartenant au yang dans le yin, favorise la miction. Le thé, étant amer, appartient au yin. »
Introduire ces astuces rhétoriques dans une discipline comme la MTC qui se veut une science (ou du moins une proto-science) est un peu risqué car tout devient justifiable ! Tout et son contraire a une explication !
Les effets thérapeutiques des cinq saveurs
« &31 Amer (kǔ 苦) pour purger, sucré (gān 甘) pour adoucir, acide (suān 酸) pour resserrer, salé (xián 鹹) pour ramollir, insipide (dàn 淡) pour drainer et purger, piquant (xīn 辛) pour disperser »
Le praticien utilise une drogue
- à saveur amère pour purger (xiè 泄) et éliminer la chaleur excessive, assécher l'humidité et réduire l'inflammation
- à saveur sucrée pour adoucir (huǎn 緩) les tensions et nourrir le corps. Elle est souvent utilisée pour renforcer la rate et l'estomac
- à saveur acide pour resserrer (shōu 收) les intestins, arrêter la diarrhée et préserver les liquides corporels
etc.

Méthodes d’utilisation des drogues sur les organes plein (zang 脏/藏) et creux (fu 腑)
- &24 Foie (gan 肝) et vésicule biliaire (dan 膽) : Saveur piquante (wei xin 味辛) pour tonifier, saveur acide (suan 酸) pour purger (xie 瀉) ; qi (thermo-influence) tiède (qi wen 氣溫) pour tonifier (bǔ 補), thermo-influence fraîche (liang 涼) pour purger. Les méridiens du foie et de la vésicule biliaire peuvent présenter des états de froid ou de chaleur à différents moments ou étapes, et ces états peuvent être inversés selon les besoins du traitement.
- &26 Rate (pi 脾) et estomac (wei 胃) : Saveur sucrée (gan 甘) pour tonifier, saveur amère (ku 苦) pour purger ; thermo-influence [qi] tiède (wen 溫), fraîche (liang 涼), froide (han 寒) ou chaude (re 熱) pour tonifier ou purger selon les besoins (s'inversant selon les besoins).

Li Gao est le fondateur de l’École de la rate et de l’estomac (Píwèi xuépài 脾胃学派). Il a mis l’accent sur l’importance de la rate et de l’estomac dans la digestion et la production de qi et de sang. Dans son ouvrage Pi wei lun 脾胃论 « Discours sur la rate et l’estomac » (c. 1249), les traitements visent principalement à tonifier la rate et à réchauffer l'estomac pour améliorer la digestion et la production de qi et de sang. La rate est responsable de la transformation des aliments en qi et en sang, ce qui est essentiel pour une digestion efficace et une production d’énergie adéquate. Cela peut être vu comme une analogie avec le rôle du pancréas et des intestins dans le métabolisme des glucides et la régulation de la glycémie.
Ces principes peuvent être appliqués aux substances médicinales. Par exemple
« &34 Fangfeng (防風) : Pur yang (chún yáng 純陽), nature tiède (xìng wēn 性溫), saveur sucrée et piquante (wèi gān xīn 味甘辛) »
Le fangfeng est la Saposhnikovia divaricata de la famille des Apiacées. Pur yang et nature tiède implique que la drogue a une énergie yang pure et réchauffe légèrement le corps. La saveur sucrée tonifie et harmonise, tandis que la saveur piquante disperse et libère la surface.
L'ouvrage Yòng yào fǎ xiàng donne une très longue liste de substances médicinales avec leur nature yin ou yang, leur saveur, leur thermo-influence, et quelques autres informations.

## Utilisation deYong yao fa xiangen pharmaceutique
Li Shizhen, l’auteur de Bencao gangmu, avait de l’estime pour Li Goa 李杲 qu’il cite 84 fois. Voici un échantillon caractéristique de ses citations. Par exemple, dans la notice sur ju 菊 (Dendranthema morifolium (Ramat) Tzvel. Chrysanthemum), il indique « [Li] Gao : amer, doux, froid. Il peut monter et il peut descendre. Il est légèrement yang dans le yin ». Dans la notice loulu 漏盧 (Stemmacantha uniflorum (L.) Dittrich), [Li] Gao dit « Non poison. C’est une drogue pharmaceutique pour le conduit de l’estomac et du pied yang brillant (zu yangming wei jing 足陽明胃經), le forsythia rihua sert de substance guidante. ». Dans la notice sur Lian qiao 連翹 (Forsythia suspensa), selon Li Gao, il draine le  feu du cœur, enlève l’humidité et la chaleur de la rate et de l’estomac et sert à guérir la maladie du sang dans la région centrale.
Supposons qu’un médecin de MTC ait à prendre soin d’un malade souffrant de maux de tête
1. Symptômes : maux de tête sourd et persistant, localisation : front et tempes, aggravé après les repas
2. Analyse et diagnostic selon le manuel Pi wei lun 脾胃论 de Li Gao : l’auteur met un accent particulier sur les déséquilibres de la rate et de l'estomac comme source principale de nombreux troubles, y compris les maux de tête. Dans ce cas, les symptômes suggèrent une déficience de la rate avec accumulation d'humidité.
3. Diagnostic précis. Maux de tête sourds, fatigue, ballonnements, perte d'appétit, et selles molles sont des symptômes qui indiquent faiblesse de la rate, incapacité à transformer les fluides, entraînant une accumulation d'humidité.
4. Sélection des drogues de Yong yao fa xiang. Les objectifs du traitement sont 1. Tonifier la rate 2. Assécher  l’humidité.
5. Substances médicinales (sélectionnées dans Yong yao fa xiang) :
&34 防風 (Fangfeng)
Propriétés : Pur yang (純陽), nature tiède (xing wen 性溫), saveur sucrée et piquante (wei gan xin 味甘辛).
Fonction : Disperse le vent, soulage les douleurs.
 &136  蒼术 (Cang Zhu)
Propriétés : Nature tiède (性溫), saveur amère et piquante (味苦辛).
Fonction : Assèche l'humidité, renforce la rate.
&82  白术 (Bai Zhu)
Propriétés : Nature tiède (性溫), saveur amère et sucrée (味苦甘) 
Fonction : Tonifie la rate, assèche l'humidité.
&21 茯苓 (Fu Ling)
Propriétés : Nature neutre (性平), saveur sucrée (味甘).
Fonction : Tonifie la rate, élimine l'humidité.
6. Exemple de formule médicale
* Fangfeng 防風 (Saposhnikovia divaricata): 9g 
* Cang zhu 蒼术 (Atractylodes lancea) : 9g
* Bai zhu 白术 (Atractylodes macrocephala): 9g
* Fu ling 茯苓 (Wolfiporia extensa): 12g
Faire bouillir les herbes dans de l'eau pendant 20 à 30 minutes. Boire la décoction deux fois par jour, matin et soir.

Dans la perspective d’une histoire des sciences au long terme, la démarche le Li Gao est remarquable par sa recherche d’explications naturalistes aux questions médicales mais par aussi par son absence totale de sensibilité au problème de la fondation empirique de ses théories. Il était encore bien trop tôt pour passer de l’observation à l’expérimentation. 
La phase créative de la pharmaceutique chinoise basée sur la doctrine des correspondances systématiques perdra son élan avec la fin de l'ère Song-Jin-Yuan. De trop nombreuses contradictions apparurent entre les propriétés prévues par la théorie et l'observation clinique.